# Anšlus

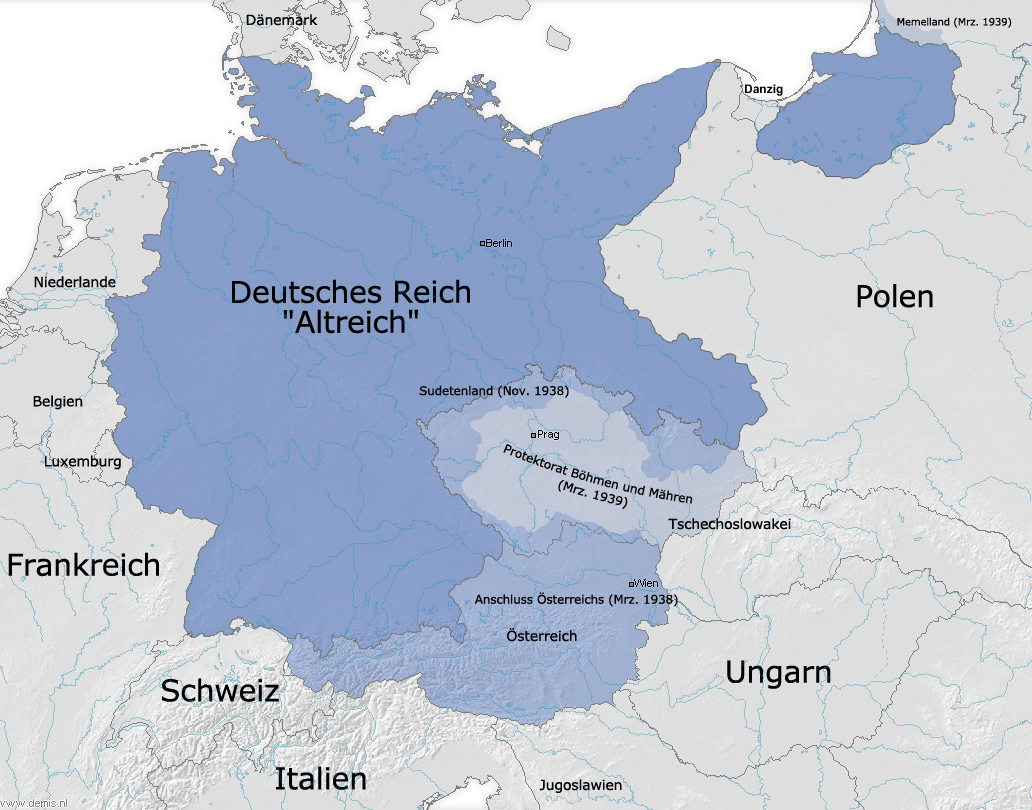
Rozloha Třetí říše v roce 1939, po anšlusu Rakouska, anexi Sudet a Česko-Slovenska

Anšlus, německy Anschluss (do reformy němčiny v roce 1996 psáno Anschluß, výslovnost dle IPA: ˈʔanʃlʊs) je německý výraz pro připojení, do jiných jazyků převzaté jinak běžné slovo označuje připojení Rakouského státu 12. března 1938 k nacistickému Německu. Anschluss byl mezi prvními Hitlerovými kroky v jeho snahách vytvořit, nebo jak nacistická propaganda tvrdila, obnovit Německou říši a navrátit Německu všechna kdy ztracená nebo nově nárokovaná území. Jako i území ztracená po první světové válce (Versailleská smlouva) – tak v roce 1936 Německo získalo zpět západní část Porýní a Sársko.
Dne 11. března 1938 proběhl v Rakousku ozbrojený převrat, který vedl nacista Arthur Seyß-Inquart. Ten také povolal do země na pomoc německé vojsko. 12. března přijel do Rakouska Adolf Hitler, který vyhlásil připojení Rakouska k nacistickému Německu. V lidovém hlasování, které proběhlo 10. dubna 1938, vyslovilo 99 % hlasů souhlas s připojením.
Po anšlusu následovalo roku 1938 odstoupení Sudet, v březnu 1939 okupace Československa a na části jeho území protektorát. Ve stejném měsíci obsadila německá vojska litevské území Klaipėda (něm. Memelland, lit. Klaipėdos kraštas), také ztracené po první světové válce a 1. září napadla Polsko, čímž vypukla druhá světová válka.
Ve spojenci obsazeném Rakousku byla po válce 27. dubna 1945 zřízena prozatímní vláda. Samostatnosti dosáhlo v roce 1955, výměnou za neutralitu.

## Předcházející události
Myšlenka vytvoření jednotné říše německých národů se začíná objevovat již po rozpadu Svaté říše římské národa německého v roce 1806. Nejprve se uvažovalo o tom, že by v čele všech německých národů mělo stát Rakousko, tato myšlenka přežívala až do roku 1866. V této době se začalo oddělovat z jednotlivých rozdrobených států Prusko. Vzhledem k velkému posílení Pruska došlo k jisté rivalitě mezi těmito dvěma státními útvary, což mělo za následek rozpad velkých snů o jakési pangermánské říši. Další problém, který byl viděn některými německými státy, byl v mnohonárodnostním Rakousku, kde nežily pouze německé národy, a nic nenasvědčovalo tomu, že by se Rakousko snažilo těchto území zbavit.
Prusko, vědomo si své velké síly, započalo rozšiřovat svoji moc v německém spolku. To mělo za následek prusko-rakouskou válku, na jejímž konci Rakousko prohrálo a dostalo se do izolace. Oproti tomu Prusko vytvořilo severoněmecký spolek, který se stal základem pro Německé císařství v roce 1871. I přesto, že německý kancléř Otto von Bismarck sehrál velkou úlohu při utváření velkoněmecké říše nákupem jednotlivých německých států a porážkou Francouzského císařství, stále mu k dotvoření říše chyběly německé části Rakouska-Uherska, které by – po přistoupení ke sloučení s Německým císařstvím – muselo hrát podřadnou úlohu vůči Berlínu.
Další naděje na sjednocení přišla po první světové válce, kdy po rozpadu obou císařství mnohé země doufaly ve sjednocení v jednotný německý demokratický stát. To bylo opět zmařeno spojeneckými silami, které si vynutily v sérii dohod po válce zachování německé rozdělení na Výmarskou republiku a první Rakouskou republiku. Nicméně Rakousko v období mezi lety 1920–1931 se s víceméně skrytou touhou snažilo o sjednocení s Německem. To však bylo samotným Německem obvykle odmítáno.

## Anšlus v roce 1938

### Zájem Německa a Hitler

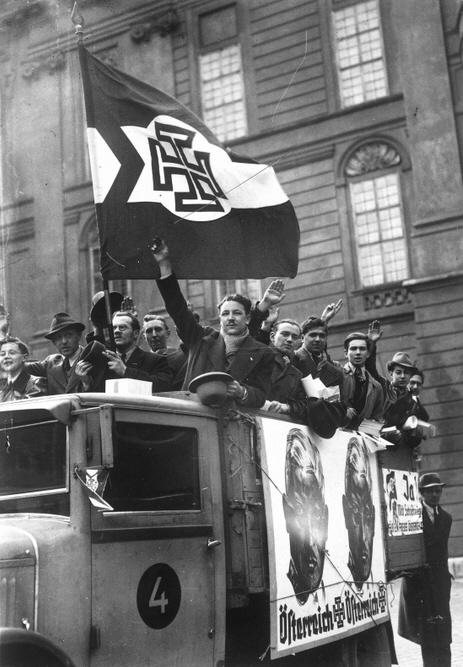
Rakušané přijali diktaturu Kurta Schuschnigga v roce 1934 s nadšením, ale ani to nezabránilo nepokojům a později anšlusu

Na počátku roku 1938 se podařilo Adolfu Hitlerovi získat většinu moci v Německu a byl připraven splnit slib o vytvoření německého státu a o rozšíření „své“ říše. Proto začal vyvíjet jistý tlak na Rakousko, aby se připojilo k Německu, avšak to se zprvu začalo k tomuto sloučení stavět s odporem, vzhledem k vyhlídkám, které by Rakousko v říši čekalo. Ale později, 12. února t. r., se Hitler sešel s rakouským kancléřem Kurtem Schuschniggem v bavorském Berchtesgadenu a požadoval zrušení zákazu politických stran, zavedení politické svobody, propuštění všech členů nacistické strany a umožnění těmto lidem podílet se na vládě. V případě, že by Schuschnigg odmítl, musel by Hitler zasáhnout vojenskou silou. V souladu s Hitlerovými požadavky jmenoval rakouský kancléř pronacistického právníka Arthura Seyß-Inquarta ministrem vnitra a Edmunda Glaise-Horstenaua (muž číslo dva v rakouské nacistické straně, hned po Seyß-Inquartovi) ministrem bez portfeje.
Jak bylo řečeno, ještě před únorovým setkáním podléhala rakouská vláda tlakům z Německa, což vedlo k odvolání vrchního velitele rakouských ozbrojených sil Alfreda Jansy v lednu 1938. Hlavním důvodem k tomuto odvolání byla Jansova příprava scénáře na obranu Rakouska proti případnému německému útoku. Pro Hitlera se totiž stala možnost, že by Schuschnigg dokázal čelit německému tlaku, velmi nebezpečnou.
Během následujících týdnů Schuschnigg zjistil, že hlavní pracovní náplň nově jmenovaných ministrů je oslabit jeho autoritu. Proto se rakouský kancléř rozhodl, že získá podporu od Rakušanů ve jménu patriotismu a vlastenectví. Poprvé od 12. února 1934 (od rakouské občanské války mezi 12. a 16. únorem) se mohli konečně komunisté a socialisté objevit legálně na veřejnosti. Komunisté se připojili bezpodmínečně na stranu rakouské vlády a socialisté vyžadovali ještě nějaké výhody, než vládu podpoří.

### Referendum
Dne 9. března oznámil rakouský kancléř jako poslední možnost na ochranu rakouské nezávislosti termín konání referenda, ve kterém se mělo rozhodnout o připojení Rakouska, na 13. března. Aby Schuschnigg zajistil většinovou podporu pro možnost „ne“ v referendu, nechal zvýšit minimální věk na 24 let, protože potřeboval vyřadit z hlasovacího procesu mladé lidi, kteří převážně sympatizovali s nacistickou ideologií. Vyhlášení referenda bylo pro Schuschnigga riskantní z mnoha důvodů a jak se ukázalo hned další den, ani Hitler neměl v plánu sledovat referendum a případně zachovat Rakousku nezávislost. Prohlásil, že celé referendum je velký podvod, a z toho důvodu Německo nehodlá výsledek uznat. Jako nádavek německé ministerstvo propagandy vypustilo zprávy o tom, že v Rakousku vypukly nepokoje, a proto volá velká část rakouského obyvatelstva německé vojenské síly k nastolení pořádku. Schuschnigg okamžitě tyto zprávy dementoval jako falešné.[zdroj?]
Hitler poslal rakouské vládě ultimátum 11. března, ve kterém bylo vyžadováno předání veškeré moci do rukou Rakouské nacionálně socialistické strany, nebo bude čelit invazi. Ultimátum mělo platnost do poledne a bylo prodlouženo o dvě hodiny. Hitler, aniž by čekal na odpověď, v jednu hodinu podepsal příkaz k invazi, jehož vyplněním byl o pouhou hodinu později pověřen Hermann Göring.[zdroj?]
Schuschnigg hledal pomoc pro rakouskou nezávislost v hodinách během ultimáta, ale začal si uvědomovat, že možní velcí spojenci, jako Francie nebo Spojené království, nebudou ochotni učinit opatření proti německé invazi. Z toho důvodu přistoupil na rezignaci, povolil nacistům převzetí vlády, aby zabránil krveprolití. Mezitím rakouský prezident Wilhelm Miklas odmítl jmenovat kancléřem Seyß-Inquarta a obrátil se na jiné rakouské politiky, jako Michaela Skubla a Sigismunda Schiwaského, k obsazení uprázdněné pozice. Oproti tomu nacisté nelenili, a protože byli dobře organizováni, podařilo se jim během hodiny obsadit velké části Vídně včetně ministerstva vnitřních záležitostí, které kontrolovalo policii. Protože Miklas stále trval na nejmenování Seyß-Inqarta kancléřem a ten nemohl poslat z pozice rakouské vlády telegram o posily do Německa, začal být Hitler nervózní. Okolo desáté odpoledne Hitler vzdal čekání a vytvořil padělaný telegram volající o pomoc od východních sousedů. Kolem půlnoci, poté, co většina důležitých budov padla do rukou nacistů a většina členů staré vlády byla uvězněna, pověřil prezident Miklas Seyße-Inquarta postem kancléře.

### Příchod německých vojsk

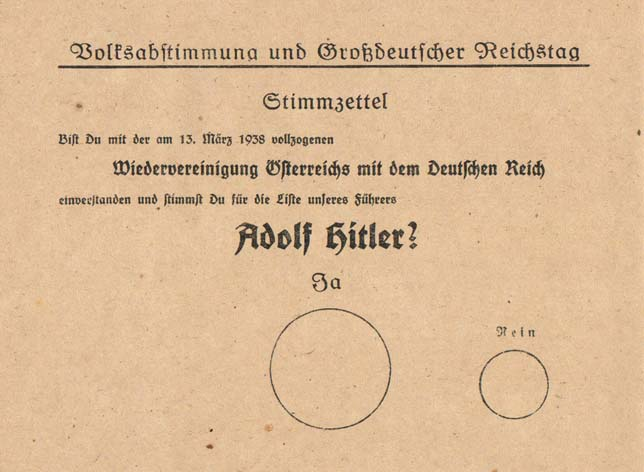
Hlasovací lístek k referendu z 10. dubna 1938, který později uspořádaly německé okupační síly. Text hlasovacího lístku: „Souhlasíte se znovusjednocením Rakouska s Německou Říší, které bylo nastoleno 13. března 1938, a volíte stranu našeho vůdce Adolfa Hitlera?“

Ráno dne 12. března překročila 8. armáda německého wehrmachtu německo-rakouské hranice. Nesetkala se s žádným odporem rakouské armády, naopak byli němečtí vojáci vítáni Rakušany vřele, květinami, hajlováním a německými vlajkami, proto je také tento postup nazýván Blumenkrieg (květinová válka). Pro wehrmacht byla invaze první zatěžkávací zkouškou celého mechanismu. Přestože invazní jednotky byly mizerně koordinovány a komunikace mezi jednotlivými jednotkami byla špatná, dopadlo vše podle Hitlerových představ, protože žádné vojenské akce nebylo zapotřebí. Naopak se tato invaze stala poučením pro německé velitele, kteří se z těchto chyb poučili a nové postupy použili již například při obsazování Česko-Slovenska.
Auto s Hitlerem přejelo hranici kolem poledne u jeho rodiště Braunau. K podvečeru dorazil k Linci, kde byl přijat s nadšením na radnici. Atmosféra byla natolik hutná, že Göring v telefonním rozhovoru toho večera řekl:
| „ | Zde v Rakousku je mnoho slavení. Ani my sami jsme nedoufali, že sympatie budou tak intenzivní. | “ |

Další Hitlerova cesta po Rakousku se změnila v triumfální jízdu, která vyvrcholila ve Vídni 2. dubna 1938. Zde se na Heldenplatzu shromáždilo na 200 000 Rakušanů, aby si vyslechlo Hitlerův projev k rakouskému anšlusu. Situaci v Rakousku komentoval Hitler později:
| „ | Jisté zahraniční noviny říkaly, že jsme vpadli na Rakousko s brutálními metodami. Na to mohu říci jediné: ani ve smrti nepřestanou lhát. Během svého politického boje jsem již vyhrál mnoho přízně od lidu, ale když jsem překročil bývalé hranice [do Rakouska] byl jsem zavalen takovým proudem přízně, že jsem takový do té doby nezažil. Ne jako tyrani jsme přišli, ale jako osvoboditelé. | “ |

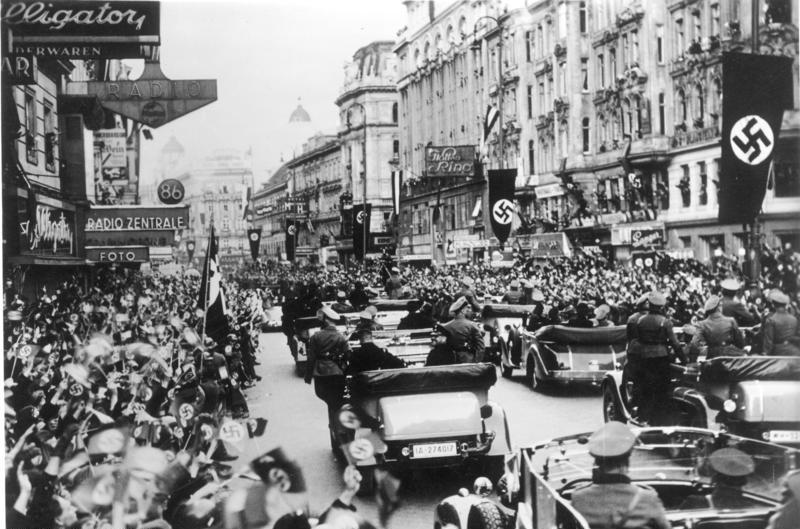
Davy vítají Němce ve Vídni

Anšlus byl okamžitě právně stvrzen 13. března. Rakousko se, pod oficiálním názvem Ostmark, stalo zemí Třetí říše a Seyß-Inquart byl jmenován jejím místodržitelem. Referendum se konalo 10. dubna a podle oficiálních zpráv bylo pro připojení 99,73 % voličů.
Hitlerovy brutální metody na okleštění jakékoli opozice byly okamžitě zaváděny v týdnech před referendem. Dokonce ještě než překročil první voják hranice, dorazil Heinrich Himmler a několik důstojníků SS do Vídně, aby dal uvěznit přední zástupce první republiky, jako například Richarda Schmitze, Leopolda Figla, Friedricha Hillegeista a Franze Olaha. V těch několika týdnech mezi anšlusem a referendem byli sociální demokraté, komunisté, další potenciální političní protivníci a stejně tak židé zavřeni nebo odesláni do koncentračních táborů. Během několika málo dní okolo 12. března bylo zavřeno 70 000 lidí. Samotné referendum bylo záležitostí rozsáhlé propagandy, a proto bylo zrušeno volební právo 400 000 lidem (téměř 10 % ze způsobilých volitelů), většinou bývalým členům levicových stran a židům.
Historikové se obvykle shodují na tom, že vlastní referendum nebylo zmanipulované, ale vlastní volební proces nebyl ani svobodný, ani tajný. Volební komisaři stáli vedle volebních uren a sami vhazovali volební lístky poté, co jim je volitel předal. V některých odlehlejších oblastech Rakouska se referendum konalo 13. března i přes přítomnost wehrmachtu v Rakousku, protože trvalo tři dny, než bylo celé Rakousko obsazeno. Například ve vesnici Innervillgraten hlasovalo 95 % pro zachování rakouské samostatnosti.
Rakousko zůstalo součástí Třetí říše až do konce druhé světové války. Prozatímní rakouská vláda dne 27. dubna 1945 označila anšlus za „null und nichtig“ neboli neplatný. Rakousko bylo ve správě koaličních vojsk do roku 1955, do podepsání rakouské státní smlouvy a deklaraci neutrality.

## Reakce na anšlus a jeho následky

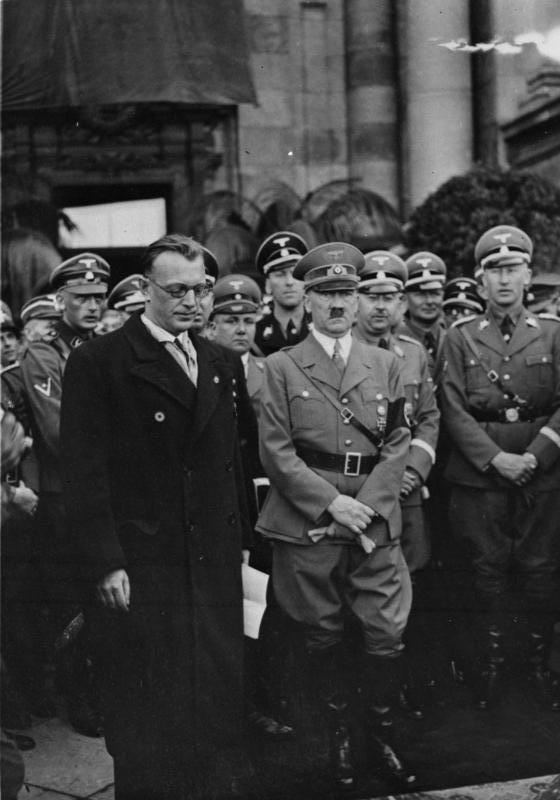
Seyss-Inquart a Hitler ve Vídni - březen roku 1938

Situace v Rakousku hned po připojení k Třetí říši byla plná protikladů: v jednu chvíli zde vládl teror nastolený Hitlerem, který působil velmi negativně na společnost, takže se lidé snažili odcestovat co nejrychleji ze země. Na druhé straně velká část společnosti vítala německé vojáky s otevřenou náručí a ohromnou radostí. Ani rakouští političtí představitelé mnohdy nemeškali s otevřenou podporou k anšlusu a vyjádřením úlevy, že se celá akce obešla bez násilí. Například kardinál Theodor Innitzer prohlásil:
| „ | Vídenští katolíci by měli děkovat Pánu za nekrvavé vyřešení této velké politické změny a také by se měli modlit za velkou budoucnost Rakouska. Netřeba dodávat, že by každý měl poslouchat příkazů nově vzniklé instituce. | “ |

A tento veskrze pozitivní názor podpořili i další rakouští biskupové ve svých dopisech v následujících dnech. Oproti tomu Radio Vatikán okamžitě odvysílalo zprávu, která německou akci odsuzovala. A kardinál Pacelli, který vykonával funkci vatikánského státního sekretáře, požádal Innitzera, aby o všem osobně podal zprávu do Říma. Ještě než se Innitzer setkal s papežem, setkal se s Pacellim, který byl výrokem pobouřen. Oba kardinálové si ujasnili, že bude potřeba, aby Innitzer změnil svoje původní prohlášení, jakž se také později stalo. Nové prohlášení vyznělo tak, že vyjádření biskupů nemůže být podporou něčeho, co je v rozporu s Božím přikázáním. Vatikánské noviny také vytiskly zprávu o tom, že vyjádření rakouských biskupů bylo bez povolení od Vatikánu.
Robert Kauer, prezident menšinového luteránství v Rakousku, přivítal Hitlera 13. března jako „spasitele 35 000 německých protestantů v Rakousku a osvoboditele po pěti letech útrap.“ Dokonce Karl Renner, jakožto nejvýznamnější sociální demokrat první republiky, oznámil svoji podporu anšlusu a naléhal na Rakušany, aby volili v referendu pozitivně.
Obsazením Rakouska přibyly Československu, které intenzivně budovalo pohraniční opevnění, další stovky kilometrů hranice, které bylo třeba opevnit.
Mezinárodní reakce na anšlus se dají charakterizovat jako mírné. Například anglické noviny The Times napsaly, že před dvě stě lety se také připojilo Skotsko k Anglii a tato akce nebyla příliš odlišná od anšlusu. Britský ministerský předseda Neville Chamberlain při svém projevu ze 14. března před dolní sněmovnou upozornil na jisté protesty, které zaznamenal vyslanec v Berlíně, na druhé straně, tak jak se slušelo na představitele politického hnutí appeasementu, nijak výrazně tento akt neodsoudil. ČSR v době rakouské krize prohlásila, že nemíní mobilizovat, a za svůj postoj byla Göringem pochválena. 
Tyto mírné reakce, ke kterým se připojila i americká vláda, se staly prvním velkým důsledkem využití appeasementu v zahraniční politice. Mezinárodní reakce na události z 12. března 1938 přesvědčily Hitlera, že může používat i tvrdších metod pro rozšíření své říše, jak se později ukázalo při anexi Sudet. Nenásilné vyřešení „rakouské otázky“ vydláždilo cestu k Hitlerovu úspěchu při sepsání Mnichovské dohody v září 1938 a později i anexi celého Československa a vytvoření Protektorátu Čechy a Morava v roce 1939, protože to utvrdilo Brity v přesvědčení, že appeasement je možná cesta jak jednat s Hitlerem.

## Vznik druhé republiky

### Moskevská deklarace
V roce 1943 byla Spojeným královstvím, Sovětským svazem a Spojenými státy podepsána Moskevská deklarace, která se zabývala také poměrem mezi Rakouskem a Německem, konkrétně se v ní psalo:
| „ | Vlády Spojeného království, Sovětského svazu a Spojených států amerických souhlasí s tím, že Rakousko, první svobodná země, která padla za oběť Hitlerovské agresi, by měla být osvobozena z německé nadvlády… …Rakousku se ovšem připomíná, že má zodpovědnost za spoluúčast na válce na straně Hitlerova Německa, které se nemůže zřeknout, a že při konečném srovnání bude brán zřetel na jeho přispění k vlastnímu osvobození. | “ |

Vyznění deklarace a pozdější rozhodnutí Mezinárodního vojenského tribunálu v Norimberku během norimberském procesu dopadly pro Rakušany, co se týče podílu na německých zločinech, vcelku pozitivně a staly se propagandou zaměřenou na vylepšení jména rakouského domácího odboje víc než cokoli jiného (i přesto, že někteří Rakušané jsou uváděni jako Spravedliví mezi národy, nikdy nevedli žádný ozbrojený odboj, tak jak tomu bylo obvyklé v jiných zemích pod německou okupací).
V Norimberku byli dva hlavní aktéři změn v Rakousku, Arthur Seyß-Inquart a Franz von Papen, žalování za zločiny proti míru, konkrétně pro jejich aktivity při podpoře rakouské nacionální strany. Von Papen byl nakonec soudem omilostněn, ale jeho činy byly označeny za nemorální. Seyß-Inquart byl usvědčen z řady dalších válečných zločinů, především z Polska a Nizozemí, a nakonec popraven.

### Rakouské sebeurčení a „teorie oběti“
Po druhé světové válce mnoho Rakušanů přijímalo názor na Rakousko jako na „první nacistickou oběť“. Přestože nacistická strana byla okamžitě zakázána, v Rakousku neproběhl stejný proces denacifikace z vlády, jaký probíhal toho času v Německu. Bez vnějšího tlaku na politickou reformu se jednotlivé části rakouské společnosti snažily o prosazení pohledu na anšlus – minimálně co se týče donucení – jako pouze na anexi.
Tento úhel pohledu na události roku 1938 má hluboké kořeny v deseti letech okupace spojeneckými silami a boji o znovuzískání vlastní suverenity: „teorie oběti“ hrála základní roli při jednáních o rakouské státní smlouvě se Sověty a rakouští politikové se také snažili, s odkazem na Moskevskou deklaraci, o rozdělení Německa na samostatný západní a východní stát. Státní smlouva, spolu se smlouvou o věčné neutralitě, se stala důležitým milníkem upevnění rakouského samostatného národního sebeurčení během následujících let.
Mnoho politiků, ať už levicových či pravicových, se po válce snažilo jít cestou porozumění, aby tak předešli násilným konfliktům, které provázely období první republiky. V důsledku to však způsobilo, že diskuze o roli Rakouska během nacistického období byly z velké části opomíjeny. Nicméně, převahu si udržela Österreichische Volkspartei (Rakouská lidová strana, ÖVP), která tvrdila, že nastolení diktátu Engelbertem Dolfußem bylo nezbytné pro udržení rakouské nezávislosti, oproti tomu Sozialdemokratische Partei Österreichs (Rakouská sociálně-demokratická strana, SPÖ) tvrdila, že okleštění demokratických vymožeností vedlo zákonitě k obsazení země Hitlerem. Ani jeden z těchto názorů nezahrnoval to, že Hitler sám pocházel z Rakouska.

## Odkaz událostí z roku 1938

### Anšlus: anexe nebo připojení
Samotné slovo „Anschluss“ mimo kontext března 1938 může být přeloženo jako „sloučení“, „připojení“, „sjednocení“ nebo „politická unie“. To je poněkud rozdílné oproti německému „Annektierung“, které znamená vojenskou anexi, které obvykle nebývalo a ani nebývá používáno pro tento akt. Pojem „Anschluss“ se rozšířil před rokem 1938 a v roce 1938 k popsání začlenění Rakouska do Německa. Používání tohoto pojmu byl také tah propagandy užívané v roce 1938 Hitlerem a dalšími nacisty, která měla sloužit k vytvoření dojmu, že se nejedná o čin utvrzený vojenskou silou. Sám Hitler mnohokrát zdůrazňoval, že začlenění Rakouska do Třetí říše nebylo aktem násilným, naopak jednalo se o návrat Rakouska do původního domova (německy Heimkehr). Pojem „Anschluss“ se vžil během druhé světové války.
Jisté historické prameny, například Encyclopædia Britannica, popisují anšlus jako „nelegitimní anexi“ běžněji než „sjednocení“. Z hlediska skutečných událostí ve 30. letech 20. století, s přihlédnutím k nátlaku Německa na Rakousko, pozdějšímu použití vojska aj. se zdá být násilná anexe bližší pro popis událostí než výraz „anšlus“ ve smyslu „sloučení“, „připojení“, „sjednocení“ či „politická unie“.
Připojení Rakouska k Německu bylo dokonáno splynutím tří rovin vývoje do jedné – zahraniční, převratu shora a lokálních masových demonstrací. Vnitropoliticky je třeba připomenout dva faktory vyplývající z analýzy Seyss-Inquartova převratu i z narůstajících nepokojů. Hitler byl v Rakousku vítán jako osvoboditel poté, co nacisté ovládli „ulici“. Ve stejné době byla Schuschiggova vláda vyřazena a nahrazena nacisty pod vedením Seysse-Inquarta. Při pohledu ze zahraniční perspektivy bylo zásadní, jak se zachová Mussolini. Duce byl benevolentní a přenechal Rakousko Německé říši.
Etymologicky chápaný pojem anšlusus vyjadřuje „připojení“ a obsahuje v sobě prvek dobrovolnosti. Analyzujeme-li ryze zahraničněpolitické okolnosti dění v březnu 1938, musíme dospět k závěru, že vstupem wehrmachtu do Rakouska proběhla de facto okupace samostatného státu. Hitlerem provedený způsob anšlusu shrnul výstižně český historik Václav Kural: „Nebylo to národní sjednocení, ale čistě etnické řešení. … Byl to čin v duchu Hitlerova pojetí, poznamenaného starou nenávistí k Vídni, konec nejen Rakouska, ale i rakušanství, které poškozovalo jednotu německé Volksgemeinschaft.“

### V literatuře
Rakušany bylo po válce přijato stanovisko, že se Rakousko v období austrofašismu stalo obětí Hitlerova rozpínání. Určitou ránu tomuto zjednodušení dala poslední hra rakouského autora Thomase Bernharda Heldenplatz (Náměstí Hrdinů), která vyvolávala kontroverzi ještě před svým uvedením v roce 1988. Autorovi odpůrci požadovali, aby hra nebyla ve vídeňském Burgtheateru uváděna. Bernhard v této hře upozorňuje na to, že Rakušané vlastně nebyli takové oběti, spíše naopak, dále upozorňuje, že v tomto směru se rakouská společnost příliš nezměnila. Za to byl Bernhard označen jako Nestbeschmutzer (ten, kdo kálí do vlastního hnízda, tj. poškozuje pověst své vlasti). Kurt Waldheim, tehdejší rakouský prezident, označil hru za „hrubou urážku rakouského lidu“.

### Odkaz nacismu ve všedním životě v obsazeném Rakousku
V obsazeném Rakousku zanedlouho po anexi začala platit říšská marka. Ražba mincí odteď probíhala i ve Vídni (mincovní značka B).
Bankovky byly do Rakouska importovány z Říše.